# Railways économiques de Liège-Seraing et extensions
Pour les articles homonymes, voir Ancien tramway de Liège.
La société anonyme des Railways économiques de Liège-Seraing et extensions (RELSE) est créée en Belgique en 1881, pour construire et exploiter des réseaux de tramways. À l'origine de sa fondation, se trouve le Baron Edouard Empain.

## Histoire

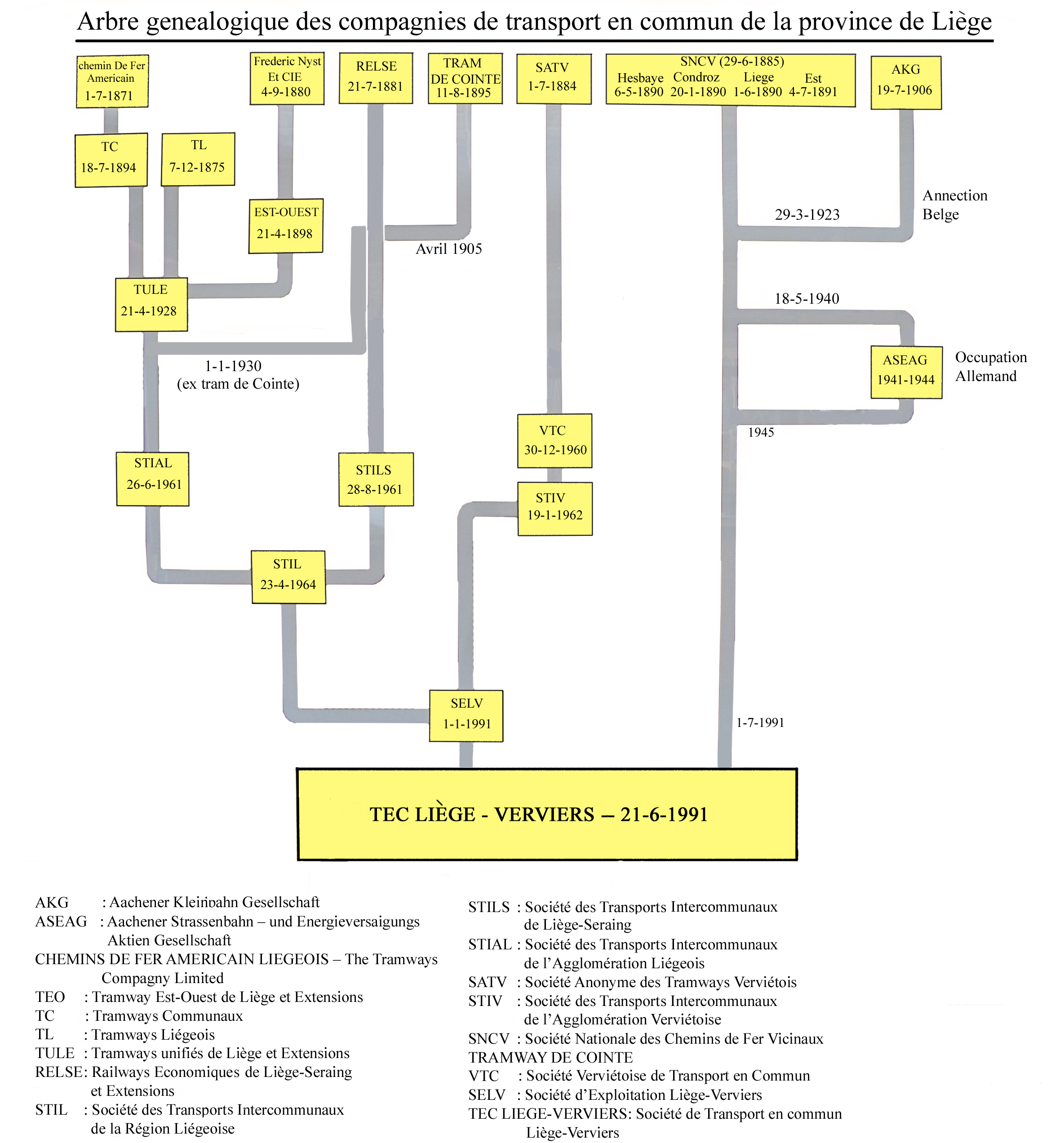
L'histoire complexe des compagnies de tramway de la région de Liège

- Tramway de Liège à Jemeppe-sur-Meuse[2], (9 km), mis en service le 9 mai 1882[3],

Deux lignes sont acquises auprès de la Société des chemins de fer vicinaux belges en 1903  et rétrocédées en 1904 à une filiale du groupe Empain, la Société des tramways électriques du Pays de Charleroi et extensions (TEPCE).
- Charleroi à Gilly,
- Charleroi à Montignies-sur-Sambre.

La  Société anonyme des tramways électriques de Gand est créée le 4 janvier 1898. Elle reprend les concessions obtenues dans cette ville par  la Compagnie générale des railways à voie étroite et  la Société anonyme des Railways économiques de Liège-Seraing et extensions
La Société anonyme des Railways économiques de Liège-Seraing et extensions se limite à l'exploitation d'un réseau de tramway autour de la ville de Liège, complété par des lignes de trolleybus.
Elle disparait en 1961, intégrée à la Société des transports interurbains de Liège-Seraing (STILS) , puis en 1964 à la Société des transports interurbains de Liège (STIL). 
La STIL est  née d'une fusion entre la STIAL (Société des transports interurbains de l'agglomération de Liège) et la STILS. La STIAL est l'ancienne TULE (Société des Tramways Unifiés de Liège et extensions).
Le réseau de tramway disparait en novembre 1967 et avril 1968.

## Réseau

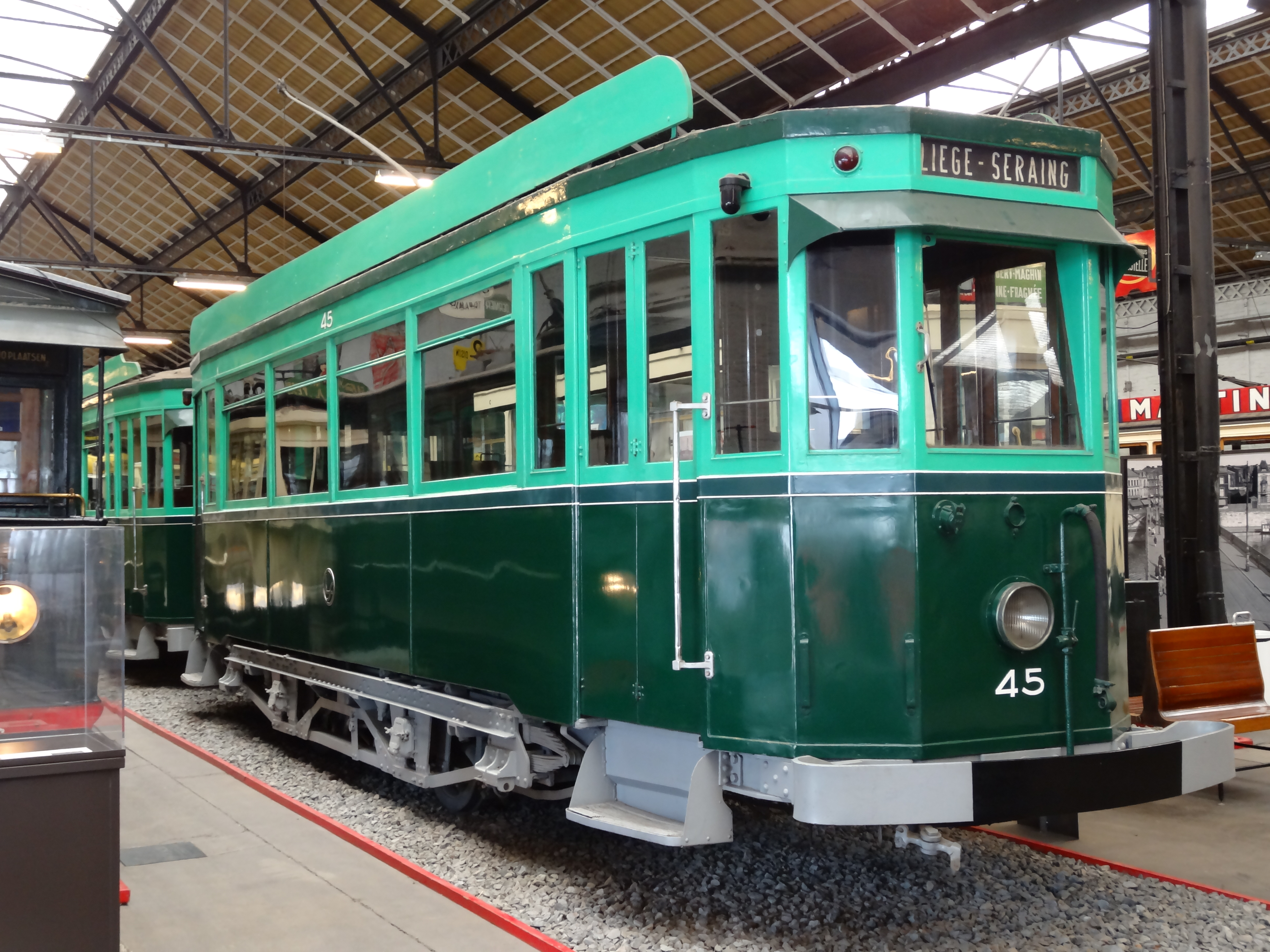
Motrice n°41 et remorque préservée au musée du tramway de Liège.

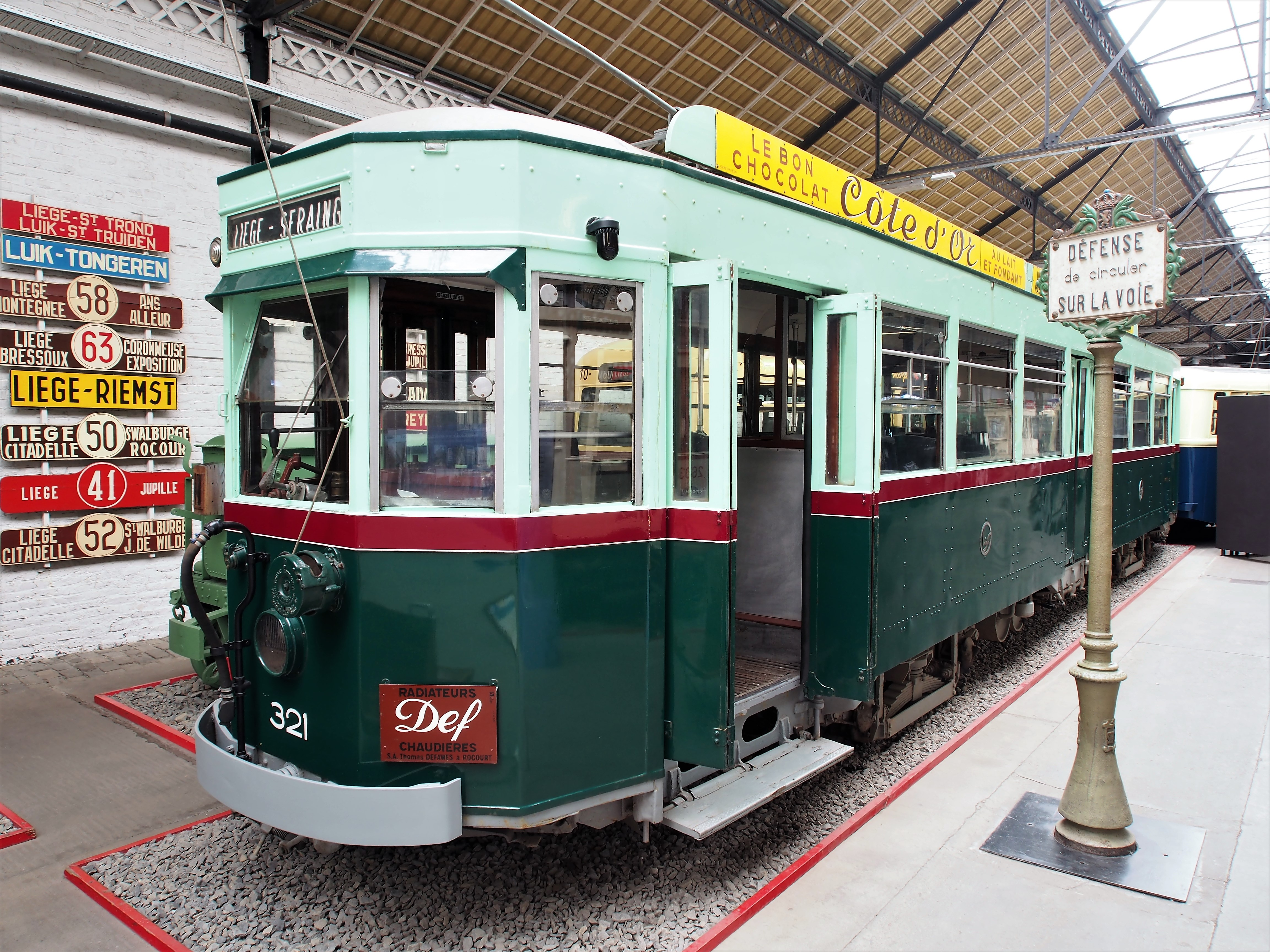
Motrice 321, construite par la Brugeoise, Nicaise et Delcuve pour les (R.E.L.S.E.)

- le tramway de Liège à Flémalle et Seraing et l'antenne d'Ougrée, mise en service en 1941 ;
- les deux lignes de trolleybus partant de la Banque de Seraing.

Lignes de tramway de la RELSE au 1er janvier 1950 :
- LF Liège République Française - Flémalle-Haute PN
- LO Liège République Française - Ougrée Gare
- LS Liège République Française - Seraing Beauséjour

L'indice est à titre indicatif.